# Sterett (Schiff, 2008)
Die USS Sterett (DDG-104) ist ein Zerstörer der United States Navy und gehört der Arleigh Burke-Klasse an. Sie ist nach Andrew Sterett benannt, einem Marineoffizier, der im Quasi-Krieg und im Amerikanisch-Tripolitanischen Krieg das Kommando über den Schoner Enterprise innehatte.

## Geschichte
DDG-104 wurde 2002 in Auftrag gegeben. Am 17. November 2005 wurde der Kiel des Schiffes gelegt, Bauwerft ist Bath Iron Works in Bath, Maine. Am 19. Mai 2007 erfolgte die Schiffstaufe, Taufpatin war Michelle Sterett Bernson, eine Nachfahrin des Namenspatrons. Am Tag darauf lief das Schiff vom Stapel. Am 26. Juni 2008 erfolgte die offizielle Indienststellung des Schiffs. Nach der Endausrüstung und Erprobungsfahrten wurde die Indienststellung der Sterett am 9. August 2008 in Baltimore, Maryland mit einer Zeremonie gefeiert.
Im September 2010 begann die Sterett ihre erste Einsatzfahrt an der Seite der Abraham Lincoln in den Pazifik und den Persischen Golf. Auf dieser Fahrt verfolgte die Sterett im Februar 2011 eine von Piraten gekaperte Jacht mit vier Amerikanern an Bord. Während die Crew des Zerstörers über die Freilassung der Geiseln verhandelte, beschossen die Piraten die Sterett mit einer reaktiven Panzerbüchse und erschossen die Geiseln. Daraufhin ging ein US-Spezialkommando an Bord, tötete zwei und nahm 13 weitere Piraten fest. Ebenso wurden zwei Piraten an Bord der Sterett festgenommen, wo sie über die Freilassung verhandelt hatten.